# Razão anarmônica
Em geometria projetiva, distâncias e ângulos não são preservados. O conceito métrico que é preservado pelas transformações projetivas é a razão anarmônica.
A razão anarmônica de quatro pontos colineares é definida por:
{\displaystyle (P_{1};P_{2};P_{3};P_{4})={\frac {P_{1}P_{3}\times P_{2}P_{4}}{P_{1}P_{4}\times P_{2}P_{3}}}\,}
em que os segmentos de reta devem ser interpretados como segmentos orientados.
Os quatro pontos estão na razão harmônica quando a razão anarmônica entre eles vale -1.

## Exemplos
- Sejam os pontos BCDE, em que BC é um lado de um triângulo ABC, e os pontos D e E são tais que AD é a bissetriz interna do ângulo Â e AE é a bissetriz externa. A razão anarmônica BCDE vale:

{\displaystyle (B;C;D;E)={\frac {BDCE}{BECD}}\,}
Orientando a reta BC no sentido de B para C, temos que BD e CD tem sinais opostos, enquanto que BE e CE tem o mesmo sinal:
{\displaystyle (B;C;D;E)=-{\frac {|BD||CE|}{|BE||CD|}}\,}
Usando as propridades das bissetrizes, ou seja, {\displaystyle {\frac {|BD|}{|AB|}}={\frac {|CD|}{|AC|}}\,} (e uma análoga com E no lugar de D):
{\displaystyle (B;C;D;E)=-{\frac {|AC||AB|}{|AB||AC|}}=-1\,}

## Propriedade
- A razão anarmônica é preservada por transformações projetivas. No caso, as razões anarmônicas são iguais: (A; B; C; D) = (A'; B'; C'; D')